# Zacharie Le Rouzic

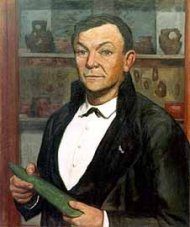
Zacharie Le Rouzic

Zacharie Le Rouzic (* 24. Dezember 1864 in Carnac; † 15. November 1939 ebenda) war ein französischer Prähistoriker, der sich mit den Megalithbauten Frankreichs befasste. Nach ihm und seinem Kollegen James Miln erhielt das Museum in Carnac den Namen Musée de Préhistoire - James Miln - Zacharie Le Rouzic.

## Leben

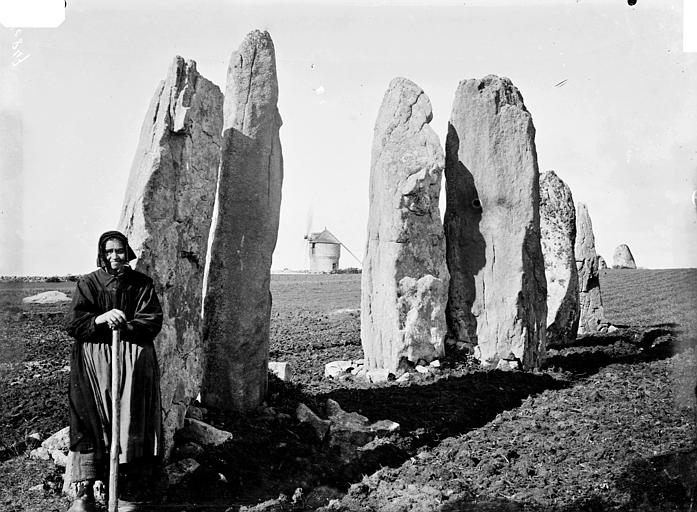
Eines der Fotos, die Le Rouzic von bretonischen Monumenten anfertigte

Zacharie Le Rouzic entstammte einer großen, jedoch armen Familie. Er besuchte nur bis zu seinem zehnten Lebensjahr eine Schule, doch lernte er den schottischen Archäologien James Miln kennen, der ihn förderte und durch den er die Megalithbauten seiner Heimat kennenlernte. Als Miln 1881 starb, wurde Le Rouzic Wächter im prähistorischen Museum von Carnac, dem späteren Musée de Préhistoire - James Miln - Zacharie Le Rouzic. Dieses Museum hatte der Bruder von James Miln, Robert Miln gegründet. 1891 erwarb Le Rouzic seine erste Kamera, mit der er in den nächsten Jahrzehnten zahlreiche Monumente ablichtete. Die Fotografien stellen noch heute ein wichtiges Werkzeug zur Rekonstruktion der Geschichte der Einzelmonumente dar. 1894 veröffentlichte er ein Inventar der Bestände des Hauses. 1910 stieg Le Rouzic zum Konservator auf. Inzwischen hatte er eine Reihe von Publikationen verfasst. 
1926 vermachte er seine Privatsammlung dem Museum, woraufhin der Stadtrat am 19. Dezember 1926 einstimmig beschloss, nachdem das Haus bereits nach dem schottischen Archäologen benannt worden war, nun auch den Namen des Bretonen hinzuzufügen. Le Rouzic sorgte dafür, dass zwischen 1911 und 1938 zahlreiche Megalithbauten in das Inventaire des monuments historiques eingetragen wurden.  
Nebenbei betätigte sich Le Rouzic als Volkskundler, wobei er sich auf die Bretagne konzentrierte. 1909 verfasste er Carnac. Légendes, traditions, coutumes et contes du pays. Das 1909 erschienene Werk wurde 1912, 1924, 1928 und 1939 neu aufgelegt, dann abermals 1954 sowie in den Jahren 2000 und 2007.

## Schriften (Auswahl)
- Catalogue du Musée J. Miln à Carnac, (Morbihan), B. Le Beau, Vannes 1894. (online).
- Les monuments mégalithiques du Morbihan : causes de leur ruine et origine de leur restauration, in: Bulletin de la Société préhistorique de France 36,5 (1939), S. 234–251. (online).
- Inventaire des monuments mégalithiques de la région de Carnac. L’arrondissement de Lorient, in: Bulletin de la Société polymathique du Morbihan 92 (1965) 3–88.